# Иван Баграмян
Вижте пояснителната страница за други личности с името Баграмян.
Ованѐс (Иван) Хачату̀рович Баграмя̀н (на руски: Ованѐс Хачату̀рович Баграмя̀н, на арменски: Հովհաննես Խաչատուրի Բաղրամյան; 2 декември 1897 – 21 септември 1982), повече познат като Иван Баграмян, е руски, арменски, съветски офицер, маршал на Съветския съюз от арменски произход.
През Втората световна война Баграмян е първият командващ фронт от неславянски произход. Също така е сред няколкото арменци, заемали висши офицерски длъжности в Червената армия по време на войната, и сред 50-те арменци, получили генералско звание.
Опитът на Баграмян във военното планиране му позволява да се отличи като превъзходен командир в ранните етапи на съветската контраофанзива срещу Нацистка Германия. През 1942 г. за първи път оглавява военно формирование във войната, а през 1943 г. е назначен за командващ Първи Балтийски фронт. Като такъв участва в настъплението на съветската армия на запад и изтласкването на Вермахта от териториите на Прибалтийските републики.
Баграмян не става член на Комунистическата партия веднага след Октомврийската революция, а едва през 1941 г. – нетипично за съветските военни лица. След Втората световна война е член на Върховния съвет (парламента) в Латвийската и Арменската съветски социалистически републики, редовно присъства на партийните конгреси. Избран е за кандидат-член (1952) и член (1961) на ЦК на КПСС.
Заради приноса му за победите на съветската армия по време на Втората световна война е считан за национален герой в СССР и Армения.

## Биография

### Произход и юношество
Иван Баграмян е роден в малкото селце Чардаклу, близо до Елизаветпол (днес Ганджа, Азербайджан), Руската империя. Син е на Хачатур Баграмян, работник в железниците. Учи в училището (1907 – 1912) в Елизаветпол и в транспортното училище (1912 – 1915) в Тифлис (дн. Тбилиси, Грузия), Руската империя, става влаков механик.

### Първа световна война
През пролетта на 1915 г. турските власти започват да провеждат политика на геноцид по отношение на арменците.
Баграмян постъпва като доброволец в руската армия. Служи във 2-ри кавказки пограничен полк, част от Кавказката армия. Участва в бойните действия на Кавказкия фронт срещу Османската империя. През февреари 1917 г. е пратен в 1‑ва Тифлиска школа за прапорщици, която завършва през юли с.г. с чин прапоршчик от императорската руска армия. Формированието, в което служи, е разпуснато, когато Временното руско правителство е свалено след избухването на Октомврийската революция. Демобилизира се от руската армия през декември 1917 г.
През 1918 г. след създаването на Демократична република Армения Баграмян се записва в 3-ти стрелкови полк. На 3 март 1918 г. РСФСР и Османската империя подписват Брест-Литовския мирен договор. На 1 април 1918 г. Баграмян става член на 1-ви кавалерийски полк, който участва в отблъскването на атаките на 3-та турска армия в районите на Караоургани и Саръкамъш. През май 1918 г. се отличава по време на битката за Сардарапад, където арменските войски нанасят решаваща загуба на турската войска. Служи в този полк до май 1920 г. Командва рота, саблен ескадрон, за бойните му отличия е произведен в поручик.

### Между световните войни
След свалянето на Временното правителство от болшевиките през октомври 1917 г., Червената армия навлиза в южните кавказки републики Азербайджан, Грузия и Армения. През май 1920 г. Баграмян оглавява местно въстание срещу правителство на „Арменската революционна федерация“ (Дашнак) и се присъединява към съветската 11-а армия. Назначен е командир на кавалерийски полк и участва в няколко битки по време на Гражданската война в Русия, както и в боевете срещу арменските и грузинските националистически армии. През 1923 г. е назначен за командир на александрополския кавалерийски полк и до 1931 г. служи там. Учи в Ленинградското кавалерийско училище (1924 – 1925), където завършва курс за усъвършенстване на командния състав заедно с Андрей Ерьоменко и Георгий Жуков, и във военната академия „М. В. Фрунзе“ (1931 – 1934).
В своите мемоари Пьотр Григоренко – украински командир, също обучавал се в академията „Фрунзе“, пише, че Баграмян е изгонен оттам и е издадена заповед за неговия арест, след като командирите му откриват, че тайно членува в арменската националистическа партия Дашнак повече от десет години. Заповедта за арест е обжалвана и отменена с помощта на Анастас Микоян, арменски член на Политбюрото на ЦК на КПСС, а Баграмян е реабилитиран.
От 1934 до 1936 г. е началник-щаб на 5-а кавалерийска дивизия, а от 1938 г. работи като старши инструктор във Военната академия на Съветския генерален щаб. През това време лидерът на Съветския съюз Йосиф Сталин извършва „чистка“ сред висшето командване на войската. Докато кариерите на бившите му състуденти Ерьоменко и Жуков се развиват, тази на Баграмян попада в застой.
През 1940 г., когато генерал Жуков е назначен за командир на Киевския военен окръг в Украйна, Баграмян с писмо го моли да бъде назначен под неговото командване. Помага на Жуков за написването на статия, озаглавена „Извършване на модерна офанзивна операция“, която през декември е представена пред командващите другите военни окръзи. Това спечелва на Баграмян бъдещата подкрепа на Жуков. Същевременно е повишен в началник на отдел операции на 12-та армия, разположена в Украйна. След 3 месеца Баграмян, вече полковник, е назначен за заместник началник-щаб на Югозападния фронт със седалище в Киев.

### Втора световна война

#### Украйна
През юни 1941 г. Нацистка Германия нарушава пакта за ненападение и навлиза в СССР. За разлика от много гранични офицери, напълно изненадани от немското нашествие, Баграмян и неговият командир, Михаил Кирпонос, смятат нападението от страна на Германия за неизбежно. Кирпонос обаче игнорира мнението на Баграмян, че германските сили ще използват тактиката Светкавична война използвани по време на нападението на Полша през 1939 г. и Франция през 1940 г. От зимата на 1939 – 1940 г. Баграмян е натоварен със съставянето на план, който да посрещне евентуални заплахи идващи от Западна Украйна. На 10 май 1940 г. планът му е одобрен след множество ревизии.
Сутринта на 22 юни е натоварен с наблюдението на военен конвой изпратен към Тернопол. Докато преминават край съветските летища близо до град Броди, германски въздушни нападения унищожават самолет на земята. Няколко часа по-късно, двукратно атакувани от германски самолети, пристигат в Тернопол. Три дни след началото на нападението, започва осъществяване на планове за контранастъпление, което завършва с неуспех. Баграмян участва в големите танкови битки в Западна Украйна и при отбранителната операция около Киев, в която Михаил Кирпонос е убит, а фронтът под негово командване обграден и пленен. Баграмян е един от шепата старши служители, успели да се измъкнат от обкръжението.
След това е назначен за началник на щаба на маршал Семьон Тимошенко и заедно с бъдещия съветски премиер Никита Хрушчов, тогава политически комисар, координират боевете край Ростов.
В своите мемоари Хрушчов описва Баграмян като: „много прецизен човек, докладващ всичко, както се е случило. С колко войници разполагаме, техните позиции и общата ситуация.“ Докладът е изнесен пред маршал Семьон Будьони, който обвинява Баграмян за ситуацията на фронта и казва, че трябва да бъде разстрелян, а впоследствие дори прави опит да получи съгласието му. От своя страна Баграмян протестира, че разстрелът му няма да промени нищо и ако е считан за неспособен щабен офицер, то трябва да получи командването на фронтова дивизия. Инцидентът остава без последствия. Според Хрушчов подобна размяна на реплики е породена от недоверието, съществуващо дори към хората, носещи униформата на Червената армия.
Баграмян е произведен в звание генерал-лейтенант за участието му в планирането на 2 съветски контранастъпления, включително голямото зимно настъпление през декември, част от битката за Москва. Същия месец е назначен за началник-щаб на група за военни операции, която отговаря за 3 групи армии: Южен, Югозападен и Брянски фронт. През март 1942 г. заедно с Хрушчов и Тимошенко отиват в Москва, за да представят на Сталин план за ново контранастъпление към Харков. Операцията е одобрена, а на 8 април Сталин повишава Баграмян в началник-щаб на Югозападния фронт. На 12 май 1942 г. армиите на Югозападния фронт атакуват към Харков от Барвенковската издатина в момент, в който германските войски са концентрирани там в подготовка за ликвидиране на същата тази издатина.
Това контранастъпление завършва с победа за Германия на 28 май. Британският историк Джон Ериксон пише, че Сталин е търсил виновници за неуспеха на тази операция и затова е обвинил нечестно Баграмян. От съд и военен трибунал го спасява Жуков, който заявява на Сталин, че вина за провала на Харковската операция имат отчасти Ставката и Генералният щаб. Жуков отбелязва също, че не достигат опитните военачалници, и лично гарантира за Баграмян. С писмо от 26 юни 1942 г. до командването на Югозападния фронт Сталин понижава Баграмян от началник-щаб на фронт до началник-щаб на 28-а армия. При пристигането на Баграмян 28-а армия е в плачевно състояние. Управлението на армията, действаща в началото на юли 1942 г. край гр. Росош, е разстроено. На 7 юли 1942 г. градът е превзет от германските войски практически без бой. Над Баграмян отново надвисва заплахата от военен трибунал. След нова намеса на Г. К. Жуков е откомандирован във войските на съветския Западен фронт, където става заместник командващ на 61-ва армия, но заема тази длъжност за кратко и още на 13 юли 1942 г. сменя назначения за командващ фронт К. К. Рокосовски на поста командващ 16-а армия.

#### 16-а армия
Въпреки факта, че никога не е водил битка във войната, Баграмян получава първото си командване на армия от Западния фронт, като неговите началници, и особено Жуков, са силно впечатлени от уменията и способностите му като офицер. Жуков, с одобрението на СВГК, назначава Баграмян за главнокомандващ на 16-а армия (2-ра формация, юли 1942 – април 1943) заменяйки бившия си командир, Константин Рокосовски, който е изпратен да командва Брянския фронт. 16-а армия прехвърля своите войници в 5-а армия и персонала, заедно с командването са преместени във втория ешелон на Западния фронт, където приемат командването на 10-те войскови части и отбранителните позиции. На 11 август германските военни сили извършват изненадващо настъпление на южния фланг на Западния фронт, разделяйки 61-ва армия от 16-а армия, която не участва в настъплението. На 9 септември, заплашван от германските сили, Баграмян бързо напуска фланга.
Сражавайки се на централното направление, 16-а армия в есенните боеве и при зимното настъпление през 1942/1943 г. нанася значителни загуби на противника. Под командването на Баграмян тя отразява удара на групировката на противника през август 1942 г.
По-голямата част от битките в Източния фронт са фокусирани почти изцяло край Сталинград и проходите за Кавказ, поради което16-а армия не получава заповед за включване в битка до февруари 1943 г. Тогава 16-а армия се състои от 4 дивизии и пехотна бригада. За предстоящото настъпление Баграмян получава допълнително 2 дивизии, пехотна бригада, 4 танкови бригади и няколко артилерийски полка. През февруари-март 1943 г. 16-а армия провежда настъпателна операция, пробивайки дълбоко ешелонираната немска отбрана северно от Жиздра.
На 16 април 1943 г. за успешни бойни действия, за мъжество и героизъм, за висока организираност и дисциплина на личния състав 16-а армия е удостоена със званието „гвардейска“ и преименувана в 11-а гвардейска армия. А командващият армията генерал-лейтенант И. Х. Баграмян е награден с орден „Кутузов“ – I степен на 9 април 1943 г.

#### 11-а армия
Още през пролетта на 1943 г. съветското командване пристъпва към разработването на настъпателни операции за разгром на групировките на противника при Орел и Курск. Планът за Орловската стратегическа операция, получил впоследствие кодовото название „Кутузов“, се обсъжда в Ставката на Върховното главно командване в края на април 1943 г. Освен командващите фронтове на заседанията са поканени и командващите на лявофланговата 61-ва армия от Западния фронт ген. П. А. Белов и на дяснофланговата 11-а гвардейска армия от Брянския фронт ген. И. Х. Баграмян. В хода на съвещанието Баграмян излиза със собствено предложение за провеждане на операцията. Той предлага в началото на операцията фланговите армии да нанесат удари по сходящи направления и така да обкръжат и унищожат Болховската групировка, което да постави под заплаха пътищата за изтегляне на цялата Орловска групировка на противника, след което армиите да се пренасочат в направления, съответстващи на общия замисъл. Командващите на фронтове възразяват срещу предложението на Баграмян, но Сталин го подкрепя.
На 12 юли 1943 г., след като ударните групировки на вермахта, предприемащи в хода на операция „Цитадела“ настъпление от Орловския плацдарм са въвлечени в отбранително сражение, войските на Брянския фронт, включително 11-а гвардейска армия, започват Орловската операция. Фланговият удар на армията на Баграмян се оказва неочакван за противника. За първите два дена на операцията войските ѝ се вклиняват в немската отбрана на над 25 км и се устремяват на юг. За да спре настъплението, немското командване пристъпва към прехвърляне на войски от отбранителните участъци източно и южно от Орел. В резултат на това, темпът на настъпление на Брянския фронт нараства, а войските на Централния фронт също така успешно започват да се придвижват към орловското направление. На 29 юли съветските войски превземат Болхов, а на 5 август противникът е окончателно изгонен от Орел.
За провеждането на Орловската операция Баграмян е награден с орден „Суворов“ 1-ва степен и му е присвоено звание генерал-полковник на 27 август 1943 г.

#### Беларус
С приключването на настъплението в Курск Съветското командване предприема редица настъпателни действия с цел изтласкване на германските сили колкото се може по-западно от СССР. През октомври 1943 г. 11-а армия, под командването на Баграмян, е прехвърлена във Втори Балтийски фронт с цел овладяване на Беларус и Прибалтийските републики.
През ноември Йосиф Сталин възлага на Баграмян командването на Първи Балтийски фронт. На 15 ноември 1943 г. Баграмян е отзован от 11-а гвардейска армия в Москва, на 17 ноември му е присвоено звание армейски генерал, а на 19 ноември е назначен за командващ войските на 1-ви Прибалтийски фронт. Баграмян вече командва изцяло 4 армии: 11-та, 39-та, 43-та и 4-та армия.
През зимата на 1943 г. силите на Баграмян напредват към беларуския град Витебск. От значение за успеха е, че значителна част от войските е съставена от сибирски ветерани, които имат опит от сраженията при Москва и на р. Дон.
В малкото градче Городок има изключително важен германски свързочен център. Унищожаването му е сред важните задачи при превземането на града. Въпреки сериозните защитни приготовления Баграмян има възможност да използва тежката артилерия, както и помощ от въздушните сили на Червената армия през декември и започва атака по суша, разклоняваща се в 3 посоки. Германският гарнизон е овладян и на 24 май се предават танкова и 2 пехотни дивизии. Новината за победата се възприема в Москва много ентусиазирано и 124 оръдия гърмят в чест на Баграмян и Първи Прибалтийски фронт.
На 2 април 1944 г. Сталин дава исканото от Баграмян нареждане за забавяне темповете на настъпление. Германските сили се възползват от това и подновяват атаките си срещу съветските партизани в Беларус. Войниците на Баграмян отклоняват въздушните и други решаващи доставки и така помагат на партизаните да се измъкнат от германското обкръжение. С напредъка на съветските сили в Прибалтика и Украйна германската Група армии „Център“ все повече се изолирана и Ставката решава да я разбие члез Операция Багратион.
Разработвайки плана за лятната кампания през 1944 г., съветското главно командване се готви за провеждането на мощната Беларуска стратегическа настъпателна операция, получила кодовото име „Багратион“. Първата част от тази операция е осъществена от войските на 1-ви Прибалтийски фронт, оглавяван от И. Х. Баграмян. Заедно с 3-ти Беларуски фронт провеждат Витебско-Оршанската настъпателна операция. По настояване на Баграмян основният удар е нанесен не от изглеждащия стратегически изгоден плацдарм в центъра, а на десния фланг, през открита блатиста местност, затрудняваща скритото създаване на ударна групировка и настъпателните действия на войските. Противникът не е подготвен за настъпление на съветските войски от това направление. Действайки в условията на гористо-блатиста местност, форсирайки от ход река със заблатени бродове, войските на фронта пречупват силно укрепената и дълбоко ешелонирана отбрана на противника край Витебск. След това, без да му дадат време да се прегрупира, войските на Баграмян го отхвърлят и започват стремително придвижване на запад. Още на втория ден войските на 2-та фронта разширяват пробива в германската отбрана до 30 км в дълбочина и до 90 км по фронта и форсират река Западна Двина. Със съвместни усилия обкръжават силната групировка на противника западно от Витебск и на 27 юни ликвидират 5 германски дивизии. На 26 юни от нацистка окупация са освободени Витебск и Жлобин, а на следващия ден – Орша. На 28 юни войските на фронта овладяват град Лепел.
Едновременно със завършването на Витебско-Оршанската операция 1-ви Прибалтийски фронт под командването на И. Х. Баграмян подготвя и на 29 юни започва Полоцката операция. В резултат от тази операция е овладян укрепеният Полоцки отбранителен възел и комуникациите на противника. Войските получават възможност да настъпват по бреговете на Западна Двина в направление към Двинск. В последвалата Шуляйска операция завземат значителна част от териториите на Латвия и Литва, излизат на Рижкия залив, като изолират германската група армии „Север“ в Прибалтика.
За успешно организиране на действията на войските на 1-ви Прибалтийски фронт по време на Беларуската стратегическа операция И. Х. Баграмян е удостоен с орден и званието „Герой на Съветския съюз“ на 29 юли 1944 г.
В края на август 1944 г. операция „Багратион“ приключва. Фронтът е изместен на запад на 600 км. Германците са прогонени от Беларус, част от Литва и Латвия. Развивайки настъплението през септември-октомври, войските на И. Х. Баграмян, в рамките на Прибалтийската стратегическа операция, съвместно с другите фронтове провеждат Рижката и Мемелската операции.

#### Прибалтика
След успеха над германските войски в Операция „Багратион“ 1-ви Балтийски фронт е съставен от 3 армии: 39-та, 51-ва и 2-ра отбранителна армия. Първи Балтийски фронт има за задача, поставена от Командването, да се придвижи на запад и да спре оттеглянето на Група армии „Север“ към Германия. Баграмян знае, че заповедите към Група армии „Север“ се дават направо от фюрера (водача) на германците Адолф Хитлер, а не от Генералния щаб, и предлага съветските армии да бъдат разположени в Рига – столицата на Латвия, а не както е по план в Каунас, Литва. Маршал Александър Василевски се съгласява с него и променя плановете по предложението на Баграмян.
След преместването на Първи Балтийски фронт към Западна Литва става ясно, че Група армии „Север“ смята да обходи силите на Баграмян близо до Даугавпилс, както е предсказал Баграмян. Василевски, спазвайки обещанието си, призовава Сталин да позволи на Баграмян да се премести към Даугавпилс, обаче съветският лидер отхвърля това предложение. Василевски обаче позволява на Баграмян да се премести в Западна Литва. Обаче армиите, които чака за подкрепа, не се появяват и Баграмян решава да влезе в битката с дивизиите, с които разполага.
На 9 юли неговите армии се справят добре със ситуацията, като успяват да блокират свръзките между Даугавпилс и Каунас, което се оказва жизненоважно. Възползвайки се от това, Баграмян решава да атакува в тил (заедно с другите генерали от фронта) Група армии „Център“, но лошата координация между формированията води до намаляване на напредъка. По онова време Баграмян осъзнава, че германските сили ще се оттеглят много лесно от Прибалтика, затова продължаването на напредъка към Каунас е безсмислен. Той предлага на Главното командване да се започне цялостно настъпление, но плановете му са отхвърлени с аргумента, че изтласкването на Група армии „Център“ до Прусия може да стане и с наличните войски на Втори и Трети Балтийски фронт. Баграмян се опитва да ги убеди, цитирайки числената недостатъчност на армиите на 2-та фронта, обаче това още веднъж не е прието от командването и Баграмян получава заповед да се придвижи към линията Шауляй – Рига.
След превземането на Шауляй (само по себе си постижение на военното изкуство) Баграмян убеждава Василевски да позволи на силите му да се придвижат към Рига. Получава съответната директива от командването на 29 юли и на 30 юли неговите сили преминават крайбрежния град Тукумс, близо до Рижкия залив. По този начин всички германски дивизии – 38 пехотни и бронирани – биват разбити в Латвия. За заслугите му в тази битка Баграмян получава висшето почетно звание Герой на Съветския съюз.
През април съветските сили спират настъплението си в района на Рига и се съсредоточават върху отразяването на германските контраатаки. На 14 септември 1944 г. Втори и Трети Балтийски фронт започват огромна настъпателна операция за пълното превземане на Прибалтика, но срещат яростна съпротива. На 24 септември, с армия само на 19 километра от Рига, Върховното главно командване принуждава Баграмян да прегрупира армията си и да нападне Клайпеда. Победата на съветските войски в тази битка значително затруднява изтеглянето на Група армии „Север“ към Прусия.
В началото на 1945 г. армиите на Баграмян, под общото командване на маршал Александър Василевски, участват в настъплението на съветските армии към Източна Прусия. Превземат Кьонигсберг през април. На 9 май 1945 г. войските на Баграмян обкръжават германските армии в Латвия, пленявайки общо 158 бомбардировача, 18 000 превозни средства, 500 танка и нападателни огнестрелни оръжия.

### Следвоенни години
След края на Втората световна война Баграмян остава в командването на Прибалтийския военен окръг и ръководи операциите срещу партизанските движения в Литва и Латвия. През 1954 г. е назначен за инспектор в Министерството на отбраната. Става министър на отбраната на СССР със звание маршал на 11 март 1955 г. Назначен е за ръководител на Военната академия и на резервните сили на Съветската армия на 8 юни 1956 г.
Прекарва значителна част от времето в писането на статии за съветските стратегически операции, публикувани във военни списания, както и в съавторство на шесттомника „Велика Отечествена война (1941 – 1945)“ за ролята на СССР във Втората световна война.
През август 1967 г., по време на Виетнамската война, Баграмян придружава генералния секретар на КПСС Леонид Брежнев и премиера Алексей Косигин на срещата им с водачите на Демократична република Виетнам, при която се договарят логистични доставки и оръжие от Съветския съюз за Виетнам.
През 1971 г. Баграмян завършва първия том „Така започна войната“ (Так начиналась война) на своите мемоари, вторият том „Така победихме“ (Так шли мы к победе) е публикуван през 1977 г.
След смъртта на маршал Василий Чуйков на 18 март 1982 г. Баграмян остава единственият съветски маршал, участвал в главното командване на Съветските армии по време на Втората световна война, но умира от болест само след 7 месеца – на 21 септември 1982 г. Погребан е в некропола в стената около Кремъл край Червения площад.

## Семейство
Жени се за Тамара Амаяковна (1900 – 1973) по време на боевете на руския фронт, от която има дъщеря Маргарита Ивановна (1923 – 1996), очен лекар. Има и доведен син Мовсес Иванович, участник във Великата отечествена война и художник по професия.

## Трудове
- ((ru)) Част I: Баграмян, Иван K. „Այսպես է Սկսվել Պատերազմը“ (Так начиналась война) (1975). Ереван, Арменска ССР
- ((ru)) Част II: „Так шли мы к Победе“ (1977). Москва: Воениздат.
- ((ru)) „Мои воспоминания“. Ереван, 1980.
- ((ru)) „Боевая слава“. М., 1981.
- ((ru)) „Великого народа сыновья“. М., 1984 (сборник документальных очерков о Жукове, Василевском, Рокоссовском, Шапошникове, Тимошенко, Коневе и Карбышеве).

## Признание
Военни награди
- Ностиелна на Орден „Герой на Съветския съюз“ (2 пъти)
- Ностиелна на Орден „Ленин“ (7 пъти)
- Ностиелна на Орден „Октомврийска революция“
- Ностиелна на Орден „Червено знаме“ (3 пъти)
- Ностиелна на Орден „Суворов“ – I степен (2 пъти)
- Ностиелна на Орден „Кутузов“ – I степен
- Ностиелна на Орден „За служба на военните сили на СССР“
- Ностиелна на Орден „Калининград“
- Ностиелна на Орден „Победа над Германия във Великата отечествена война“ и мн. др.

Паметници и други
Присъства на откриването на негов бронзов бюст в Кировабад (срещу зданието на техникума, в който е учил) на 2 юли 1981 г. Бюстът е отстранен по време на бунтовете през 1988 г. Негов музей е функционирал в родното му село.
Голям паметник на Баграмян на кон е издигнат на проспект „Баграмян“ в Ереван, Армения. На дома му в Москва е поставена паметна плоча (1983). Негови паметници има и в друти селища, главно в Русия и Армения.
В негова чест са наименувани:
- улици в градове: Витебск, Городок, Калининград, Москва, Орел, Пятигорск, Ростов-на-Дон, Степанакерт и др.;
- пътища в градове: Вагаршапат, Вилнюс, Ереван;
- училище в Москва (ГОУ СОШ № 481, ул. Нижегородская, 67);
- метростанция в Ереван и военен полигон в Армения.

Пощенски марки и паметни монети
- Пощенска марка, СССР, 1987 г.
- Пощенска марка, Армения, 1995 г.
- Паметна монета, Беларус, 2010 г.
- Пощенски марки, Армения: Баграмян, Исаков, Бабаджанян, Худяков